# 植生調査
植生調査（しょくせいちょうさ）とは、植物群落の様子を植物社会学的に調査することである。その植物群落を構成する種や、その繁殖の程度、群落の構造等を記録する。植物群落は陸上の生態系においては最も基本的な特徴であるから、さまざまな環境調査では必ずと言ってよいほど行われる。

## 概説
陸上はそこが生物にとって生育可能である限り、ほとんどの場合に植物群落に覆われる。植物群落はまず景観としてその場の姿を決め、生産者として生物群集の生産を支えるだけでなく、構成種ごとにある程度特異的に関係する多くの生物を抱え、またその構造が他の生物にとっての生活の足場を提供する。したがって、植物群落の種構成やその構造を記録することは、植物群落の研究そのものだけでなく、その地域の自然に関する基本的な情報としても重要である。
植物群落の調査法は植物社会学において発達した。この分野では、この調査によって得られた情報に基づいて植物群落を分類、体系づけることを行う。植物群落そのものの研究では、当然ながらさまざまな方法で、多くの角度からの独自の調査法があり得るが、普通はブラウン・ブランケの方法が使われる。ここでは、主としてこれについて説明する。

## 方法
この方法は基本的には森林に対して行うものなので、森林を想定して説明する。それ以外の型の植物群落でも、それに準じて調査を行う。

### 標本の選び方

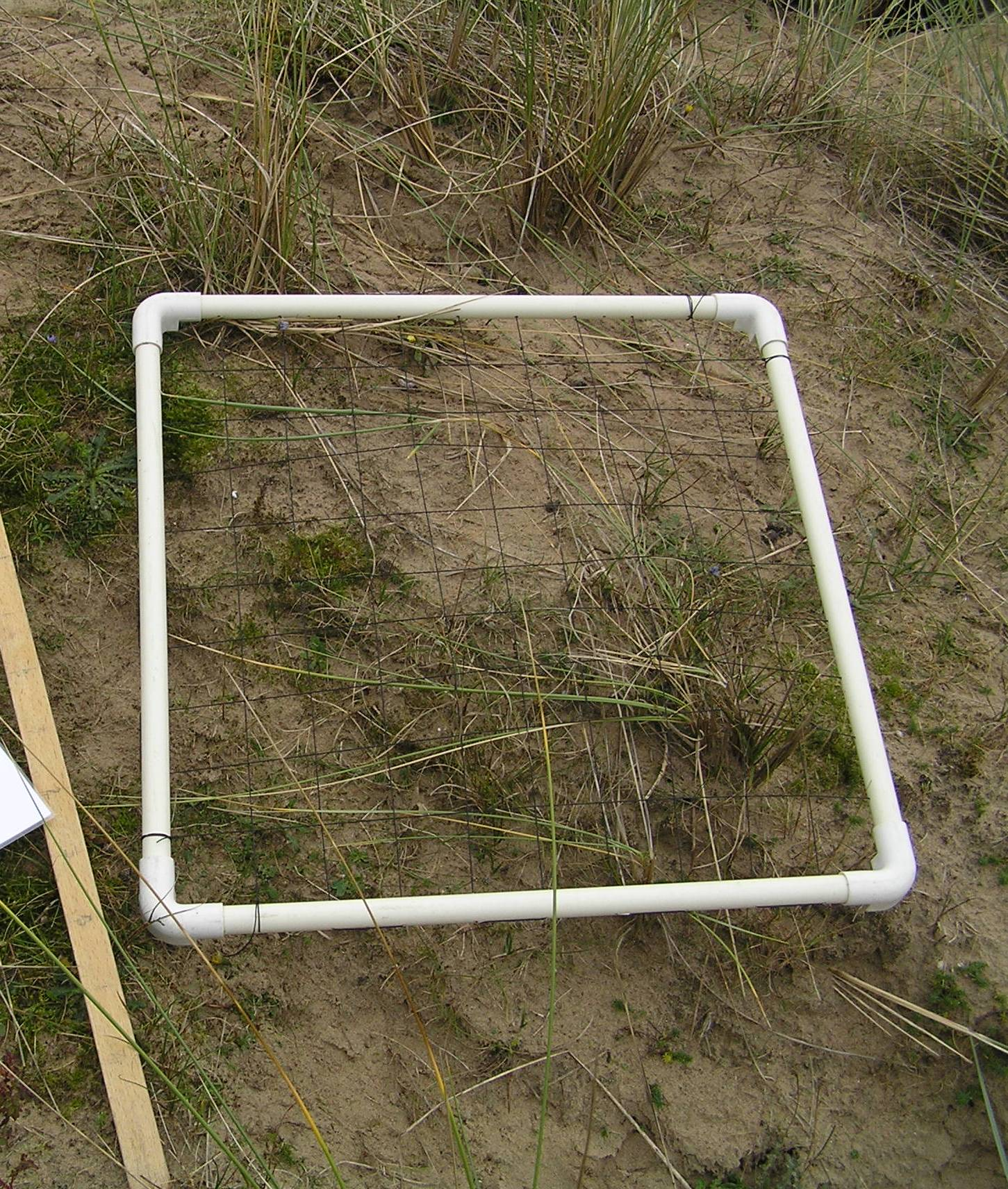
一般的なコドラートのサンプルの例

植生調査は普通、コドラート法で行われる。その地域、区画の植生の特徴が最もよく出ていると思われる場所を選び、そこに正方形の枠を設置し、その内側を標本として調査を行う。状況に応じて枠の形は変わることもある。例えば険しい尾根筋で調査をする場合、枠は幅を狭く設置せざるを得ない。
枠の大きさについては、その群落を構成する種類が全部入ってしまうのが一番よいとされるが、それを確かめる方法はまずない。具体的には面積を変えながら種数を数え、種数面積曲線を作り、その曲線が飽和に達した面積を取るのがよい。一応一般的な通念として、概略の見当というものがあり、日本では森林ならば大体20-25m位が適当とされる。別の見当としては群落の高さを枠の大きさとする、という目安もある。
枠を置く場所としては、その植生の特徴がよく現れたところ、ということになるが、これは言い換えれば先にその地域の植生の特徴が分かっていなければならない。実際には、外から見ても森の中にいても、生えている樹木が大きく変われば見た目も大きく変わるため、その中でもっとも典型的そうなところを選ぶということになる。

### 構造
まず群落の階層構造を見る。日本の森林ではほぼ以下のような区別をする。
- I層（高木層）：林冠に達するもの。
- II層（亜高木層）：その下まで達するもの。
- III層（低木層）：数m以下
- IV層（草本層）：50cm程度以下
- V層（コケ層）：地表すれすれのもの。

それぞれの高さは森林によって異なるから、まずそれを判断する。場合によってはどれかの層が欠けていると判断する場合もある。
それぞれの層について、その層の植物の種、その層の植物が標本とする面積のどれだけを覆っているか（植被率　しょくひりつ）や優占種を調べる。

### 種組成
各層を構成する種をそれぞれに列記する。つまり層別にその区画に生育する種全部を記録する。なお、それぞれの植物がどの層に属するかは、それぞれの個体の一番高いところに達している位置で判断する。たとえば高木の根元から低木層の高さに横枝が出ていても、この木は高木層に含める。また、同種の芽生えが生えていた場合には、こちらの個体は草本層に含まれる。なお、この時調査の対象とするのはほぼ維管束植物、つまりシダ植物と種子植物に限られる。コケ植物は普通は調査の対象とはしない。これは、植物学者がコケ植物を視野の外に置いているから、というだけのものでもなく、森林の構造を作る主体がこれらの植物である、との判断も含まれている。
これだけでは単なる種名リストであり、それぞれの量的関係や、繁殖の様子が分からない。例えばたまたま生えた一本の芽生えとその区画に一面に繁茂しているものとが同等になってしまう。そこで、その繁殖の様子や量を示必要がある。そのためにブラウン・ブランケの方法では以下の二つの基準を用いる。これらはいずれも5段階の階級で表示する。
- 被度（ひど）：種別の植被率を階級で示したもの。コドラート内において、その植物がその層でどれだけの面積を占めているかを示す。
  - 5：75-100%
  - 4：50-75%
  - 3：25-50%
  - 2：10-25%
  - 1：1-10%
  - +：1%以下

- 群度（ぐんど）：どのような状態で群落をつくっているか、あるいは単独で存在するかなどを示す。
  - 5：大きなマット状で全域を覆う
  - 4：パッチ状または切れ切れのマット状
  - 3：大きな群を作る
  - 2：小さな群を作る
  - 1：単独で生える

この両者を並べて記録し、例えばコジイの二次林では往々にして高木層がほとんどコジイで占められるから、コジイが5･5である。高木層では単独木であってもある程度まとまった面積を持つから小さくても1･1までくらいしかならず、+はあまりつけない。林床に単独で生ずるもの、たとえばコクランは+1(1は略することも多い)である。

### 毎木調査
その区画の個々の木について、種名や大きさなどを記録することもあり、これを毎木調査（まいぼくちょうさ）という。やり方はさまざまだが、大きい方から選んで行き、樹種、樹高、胸高直径、樹冠の広がりなどを記録する。

## データの処理
植物社会学では、こうして得られたデータを一欄表として、それらを並べ換えて植物の組成の類型に分ける操作を行う。これをテーブル操作という。